# Калинин (Краснодарский край)
Калинин — хутор в Крыловском районе Краснодарского края.
Входит в состав Кугоейского сельского поселения.

## Население
| 2002 | 2010 |
| ---- | ---- |
| 145  | ↘125 |